# الدردنيل

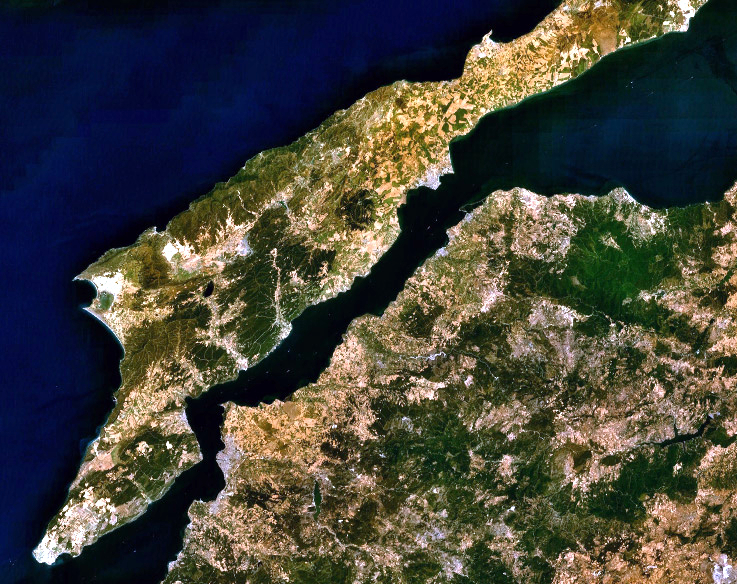
صورة فضائية لمضيق الدردنيل

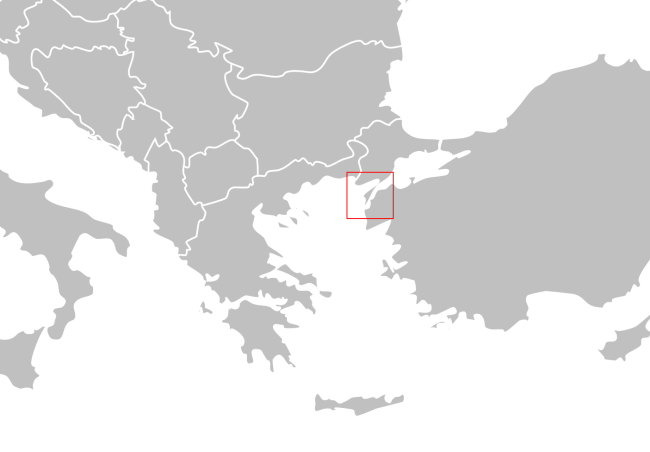
موقع الدردنيل

مضيق الدردنيل (بالتركية: Çanakkale Boğazı، «جناق قلعة بوغازي»)، (باليونانية: Δαρδανελλια «دَرْدَنِليا»)، والمعروف أيضاً باسم مضيق غاليبولي أو هيليسبونت (بحر هيله) حسب الكلاسيكيات القديمة، هو مضيق طبيعي ضيق وممر مائي دولي مهم في شمال غرب تركيا يشكل جزءاً من الحدود القارية بين أوروبا وآسيا ويفصل تركيا الآسيوية عن تركيا الأوروبية. يعد مضيق الدردنيل أحد أضيق المضايق في العالم المستخدمة في الملاحة الدولية وهو يربط بحر مرمرة ببحر إيجه بالبحر المتوسط، بينما يسمح أيضاً بالمرور إلى البحر الأسود بالامتداد عبر مضيق البوسفور. يبلغ طول مضيق الدردنيل 61 كم (38 ميلاً) وعرضه 1.2 إلى 6 كم (0.75 إلى 3.73 ميل)، بمتوسط 55 متر (180 قدم) بعمق أقصى 103 متر (338 قدم) في أضيق نقطة له قبال مدينة جناق قلعة.
معظم الشواطئ الشمالية للمضيق على طول شبه جزيرة غاليبولي (بالتركية: Gelibolu) ذات كثافة سكانية منخفضة، في حين أن الشواطئ الجنوبية على طول شبه جزيرة ترواد (بالتركية: Biga) يسكنها سكان مدينة جناق قلعة البالغ عددهم 110.000 نسمة.
وهي تشكل المضائق التركية، جنباً إلى جنب مع مضيق البوسفور.
وقد اعتنت الدولة العثمانية بعد امتلاكها للقسطنطينية بتحصينه فبنت القلاع على جانبيه حتى أصبح منيعاً يستحيل على أكبر أسطول أن يقتحمه بدون أن يتعرض لأكبر الأخطار.

## التسمية
اشتق الاسم التركي الحديث "Çanakkale Boğazı"، الذي يعني مضيق جناق قلعة، من اسم المدينة المتوسطة الحجم المجاورة للمضيق والتي تعني في حد ذاتها «حصن الفخار» - من جناق (çanak، «الفخار») + قلعه (kale، «حصن») - في إشارة إلى الأواني الفخارية والخزفية الشهيرة في المنطقة والقلعة السلطانية العثمانية البارزة.
أما اسم الدردنيل الإنجليزي فهو اختصار لمضيق الدردنيل (Strait of the Dardanelles). وخلال العهد العثماني كانت توجد قلعة على كل جانب من المضيق. وكانت هذه القلاع مجتمعة تسمى الدردنيل، وربما سمي على اسم دردانوس وهي مدينة قديمة على الشاطئ الآسيوي للمضيق والتي قيل أنها أخذت اسمها من دردانوس، الابن الأسطوري لزيوس وإلكترا.
كان الاسم اليوناني القديم هو هيليسبونتوس (Ἑλλήσποντος) الذي يعني «بحر هيله»، الاسم القديم للمضيق الضيق. وقد سميّ بشكل مختلف في الأدب الكلاسيكي باللاتينية هيليسبونتيوم بيلاغوس وهيليسبونتيوم ريكتوم وهيليسبونتيوم فيرتوم. وأخذ اسمه هذا من هيله، بنت أثاماس، التي غرقت فيه وفقاً لأساطير الصوف الذهبي.

## موقعه
كممر مائي بحري، يربط مضيق الدردنيل العديد من البحار على طول شرق المتوسط والبلقان والشرق الأدنى وغرب أوراسيا ويربط على وجه التحديد بحر إيجه ببحر مرمرة. يرتبط مرمرة أيضاً بالبحر الأسود عبر مضيق البوسفور، بينما يرتبط بحر إيجة بالبحر المتوسط. وهكذا، يتيح الدردنيل خطوط بحرية من البحر الأسود على طول الطريق إلى البحر المتوسط والمحيط الأطلنطي عبر جبل طارق والمحيط الهندي عبر قناة السويس، مما يجعله ممرمائي دولي بالغ الأهمية، لا سيما لمرور البضائع القادمة من روسيا.
يقع المضيق عند درجة .

## الشكل الحالي
يبلغ طول المضيق 61 كم (38 ميل) وعرضه من 1.2 إلى 6 كم (0.7 إلى 3.7 ميل) ويبلغ متوسط عمقه 55 م (180 قدم) وبعمق أقصى 103 م (338 قدم) في أضيق نقطة له في رأس نارا، جناق قلعة. وهناك نوعان من التيارات الرئيسية عبر المضيق: تيار سطحي يتدفق من البحر الأسود باتجاه بحر إيجه وتيار أكثر ملوحة يتدفق في الاتجاه المعاكس.
يعتبر الدردنيل فريد من نوعه في كثير من النواحي. فالشكل الضيق والمتعرج للمضيق أقرب إلى شكل النهر. ويعد واحداً من أكثر الممرات المائية خطورة وازدحاما وصعوبة وربما أكثر خطورة في العالم. حيث إن التيارات الناتجة عن حركة المد في البحر الأسود وبحر مرمرة تجبر السفن المبحرة على الانتظار عند المرسى حتى تتهيأ الظروف المناسبة قبل دخول الدردنيل.

## تاريخه
كونه جزءاً من الممر الوحيد بين البحر الأسود والبحر المتوسط، كان الدردنيل دائماً ذو أهمية كبيرة من وجهة النظر التجارية والعسكرية ولا يزال ذو أهمية إستراتيجية إلى اليوم. فهو طريق رئيسي للوصول عبر البحر للعديد من البلدان، بما في ذلك روسيا وأوكرانيا. وكانت السيطرة عليه هدفاً لعدد من الأعمال العدائية في التاريخ الحديث، لا سيما هجوم دول الحلفاء على الدردنيل خلال معركة جاليبولي عام 1915 في سياق الحرب العالمية الأولى.

### خلال العصور اليونانية القديمة والفارسية والرومانية والبيزنطية (قبل 1454)

#### خلال العصر اليوناني والفارسي

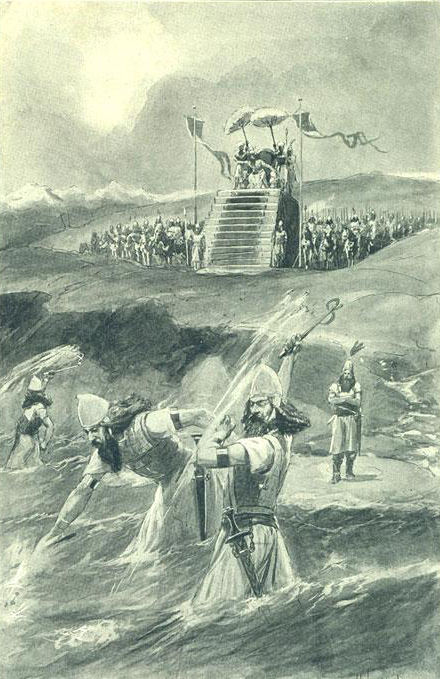
رسم لفنان يصور "عقاب" خشايارشا المزعوم لهيلسبونت

كانت مدينة طروادة القديمة تقع بالقرب من المدخل الغربي للمضيق وكان الشاطئ الآسيوي للمضيق هو محور حرب طروادة. كان طروادة قادرة على التحكم في حركة المرور البحرية التي تمر عبر هذا الممر المائي الحيوي. عبر جيش خشايارشا الأول الفارسي ولاحقاً الجيش المقدوني للإسكندر الأكبر الدردنيل في اتجاهين متعاكسين لغزو أراضي بعضهما البعض، في عامي 480 ق.م. و334 ق.م. على التوالي.
يقول هيرودوت أنه في حوالي عام 482 ق.م. كان لخشايارشا الأول (ابن داريوس) جسرين عائمين مبنيين عبر عرض مضيق هيليسبونت في أبيدوس، حتى يتمكن جيشه العرمرم من العبور من بلاد فارس إلى اليونان. اعتبر إسخيلوس هذا العبور في مأساته الفرس سبباً للتدخل الإلهي ضد خشايارشا.
وفقاً لهيرودوت (الكتاب الخامس، الفصل 34)، دمرت عاصفة كلا الجسرين وأمر خشايارشا بقطع رؤوس المسؤولين عن عن بناء الجسرين وجلد المضيق نفسه. يُقدم تاريخ هيرودوت في الكتاب السابع، الفصل 33 إلى 37 والسابع من الفصل 54 إلى 58، تفاصيل بناء وعبور جسور خشايارشا العائمة. ثم قيل إن خشايارشا أمر بإلقاء أغلالاً للأقدام في المضيق وجلده ثلاثمائة جلدة ووسمه بالحديد الملتهب بينما صرخ جنده في مياهه.
علق هيرودوت على أن هذه كانت «طريقة وقحة للغاية لمخاطبة هيله» ولكنها لم تكن نمطية لخشارياشا بأي حال من الأحوال. (الكتاب السابع، الفصل 35)
ساعد المهندس هاربالوس في النهاية الجيوش الغازية على العبور عن طريق ربط السفن مع أقواسها في مواجهة التيار وكما قيل مع إضافة مرساتين.
من منظور الأساطير اليونانية القديمة، قيل أن هيله، ابنة أثاماس، غرقت في الدردنيل في أسطورة الصوف الذهبي. وبالمثل، كان المضيق مشهداً لأسطورة هيرو وليندر، حيث سبح ليندر الولهان المضيق ليلاً ليقابل حبيبته، الكاهنة هيرو، إلا أنه غرق في عاصفة.

#### التاريخ البيزنطي
كان الدردنيل حيوياً للدفاع عن القسطنطينية خلال الفترة البيزنطية.
كذلك كان الدردنيل مصدر دخل هام لحاكم المنطقة. حيث يضم متحف إسطنبول الأثري، لوحة رخامية تحتوي على قانون للإمبراطور البيزنطي أناستاسيوس الأول (491-518 م)، ينظم رسوم المرور عبر مكتب الجمارك في الدردنيل. وترجمته:
... من يجرؤ على مخالفة هذه اللوائح لا يعد صديقاً ويعاقب. بالإضافة إلى ذلك، يحق لحاكم الدردنيل الحصول على 50 ليتروناً ذهبياً، حتى لا تُخرق هذه القواعد، التي نستمدها من الورع، مطلقاً... ... لجأ حاكم العاصمة الموقر ورائدها، المنهمك في الأعمال الموكل بها بالفعل، إلى ورعنا السامي من أجل إعادة تنظيم دخول وخروج جميع السفن عبر الدردنيل... ... بدءاً من يومنا هذا وكذلك في المستقبل، يدفع أي فرد يريد المرور عبر الدردنيل ما يلي:

- يدفع جميع تجار النبيذ الذين يجلبون النبيذ إلى العاصمة (القسطنطينية)، باستثناء قيليقية، للمسؤولين في الدردنيل 6 فلس و2 سيكستاريوس من النبيذ.

- على ذات النحو، يدفع جميع تجار زيت الزيتون والخضار وشحم الخنزير للمسؤولين في الدردنيل 6 فلس. ويدفع تجار البحر القيليقيين 3 فلس بالإضافة إلى ذلك، 1 حبة خردل (12 فلس) للدخول و2 حبة خردل للخروج.

- يدفع جميع تجار الحنطة للمسؤولين 3 فلس لكل قدر ومبلغ إضافي قدره 3 فلس عند المغادرة.
منذ القرن الرابع عشر، ظل الأتراك يسيطرون على الدردنيل بلا انقطاع تقريباً.

#### العصر العثماني (1354–1922)
ظل الدردنيل يشكل ممر مائي مهم خلال فترة الإمبراطورية العثمانية، التي غزت جاليبولي في 1354. واستمرت السيطرة العثمانية على المضيق إلى حد كبير دون انقطاع أو مصاعب حتى القرن التاسع عشر، عندما بدأت الإمبراطورية في الأفول.

#### عملية الدردنيل 1807
من تاريخ هذا المضيق أن أسطولا إنجليزياً مؤلفاً من اثنتي عشرة بارجة وعدد كبير من المدفعيات والحراقات اقتحم الدردنيل في 20 شباط - فبراير سنة 1807م تحت قيادة الأدميرال دكورث وقف أمام الآستانة فرأى حصونها قد استعدت لمقابلته فاضطر للرجوع حيث كان الترك قد أسرعوا إلى تحصين جزء منه فلما هم الاسطول الإنكليزي بالرجوع ومر بتلك الحصون أصيب بأضرار عظيمة. ولما سار الأدميرال الإنجليزي ببحر إيجه قابله أسطول روسي فعرض أدميراله على دكورث أن يتحدا معاً على اقتحام الدردنيل وإلزام تركيا بالشروط المطلوبة فأبى الأدميرال الإنجليزي لتحققه من الخطر. وفي 1809 أي بعد هذه الحادثة بسنتين اتفقت إنجلترا وتركيا على ضرورة غلق الدردنيل في وجه السفن الحربية الأجنبية. وفي 1823 واتفقت روسيا مع تركيا على إقفال الدردنيل في وجه كل دولة تطلب روسيا إقفاله في وجهها وكان ذلك في مقابل مساعدة روسيا للباب العالي في صد هجمات إبراهيم باشا ابن محمد علي باشا عن الأناضول. هذا الاتفاق شغل بال إنجلترا كثيراً فتوصلت لحمل روسيا وبروسيا والنمسا على الاتفاق معها على وجوب إقفال تركيا للدردنيل في وجه جميع الدول على السواء وكان ذلك سنة 1804. ثم انضمت اليهم فرنسا في 1851 وأبدل هذا الاتفاق باتفاق البوغازات ونص فيه على هذا الإقفال في مادتيه الأوليتين.
ولما عقدت معاهدة باريس في 1856 نص على هاتين المادتين فيها. وجاءت معاهدة 1871 ناصة على ذلك الإقفال أيضاً. ولما انتصرت روسيا على تركيا في 1878 وعقدت معها الصلح جعلت لنفسها حقاً ممتازاً في الدردنيل فلما التأم مؤتمر برلين لتنقيح شروط الصلح ألغى هذا الحق الممتاز وأيد مبدأ الإقفال. وفي 1902 طلبت روسيا من تركيا أن تسمح بمرور أربع نسافات إلى البحر الأسود لتنضم إلى أسطول البحر الأسود عند عرضه على القيصر وتلطفت روسيا في هذا الطلب حتى رضيت أن تجرد تلك النسافات من سلاحها وأن ترفع العلم التجاري عند مرورها.
فلما سمح لها الباب العالي احتجت إنجلترا على ذلك وقالت: إنها تعتبر هذا المرور سابقة تستفيد منها هي في المستقبل. وفي 1904 طلبت روسيا من الباب العالي أن تمر من الدردنيل أربع سفن من الأسطول المتطوع محملة فحماً فاحتجت إنجلترا ثم انتهى الأمر بقبول الباب العالي. يشير ذلك إلى أن روسيا تميل أشد الميل لحرية مرورها من ذلك المضيق الخطر لتستفيد من اتصال أسطولها بالبحر المتوسط. وقد توصلت تركيا في مؤتمر مونترو سنة 1936م لبسط سلطانها على ذلك المضيق.

#### القرن التاسع عشر
أصبحت السيطرة على المضيق أو ضمان الوصول إليه هدفاً رئيسياً لسياسة الإمبراطورية الروسية الخارجية خلال القرن التاسع عشر. خلال الحروب النابليونية، أغلقت روسيا - بدعم من بريطانيا العظمى في عملية الدردنيل - المضيق في 1807. بعد هزيمة الإمبراطورية العثمانية في الحرب الروسية التركية (1828-1829)، ضغطت روسيا في 1833 على العثمانيين لتوقيع معاهدة هنكار إسكله سي - التي تقضي بإغلاق المضيق في وجه السفن الحربية للقوى التي لا تطل على البحر الأسود بناءً على طلب روسيا. كان من شأن ذلك أن يمنح روسيا مطلق الحرية في البحر الأسود.
أثارت تلك المعاهدة سخط المهزومين،[بحاجة لتوضيح] الذين كانوا قلقين من أن عواقب التوسع الروسي المحتمل في البحر الأسود ومناطق البحر المتوسط يمكن أن تتعارض مع ممتلكاتهم ومصالحهم الاقتصادية في المنطقة. في اتفاقية لندن للمضائق في يوليو 1841، ضغطت المملكة المتحدة وفرنسا والنمسا وبروسيا على روسيا للسماح بمرور السفن الحربية التركية فقط عبر مضيق الدردنيل في وقت السلم. أرسلت المملكة المتحدة وفرنسا بعد ذلك أساطيلهما عبر المضيق للدفاع عن جبهة نهر الدانوب ومهاجمة شبه جزيرة القرم خلال حرب القرم 1853-1856 - لكنهما فعلتا ذلك كحليفتين للإمبراطورية العثمانية. بعد هزيمة روسيا في حرب القرم، أعاد مؤتمر باريس عام 1856 التأكيد رسمياً على اتفاقية لندن للمضائق. التي ظلت سارية المفعول من الناحية الفنية في القرنين العشرين والحادي والعشرين.

#### الحرب العالمية الأولى

إنزال القوات الفرنسية في مودروس (جزيرة ليمنوس) خلال حملة جاليبولي، 1915

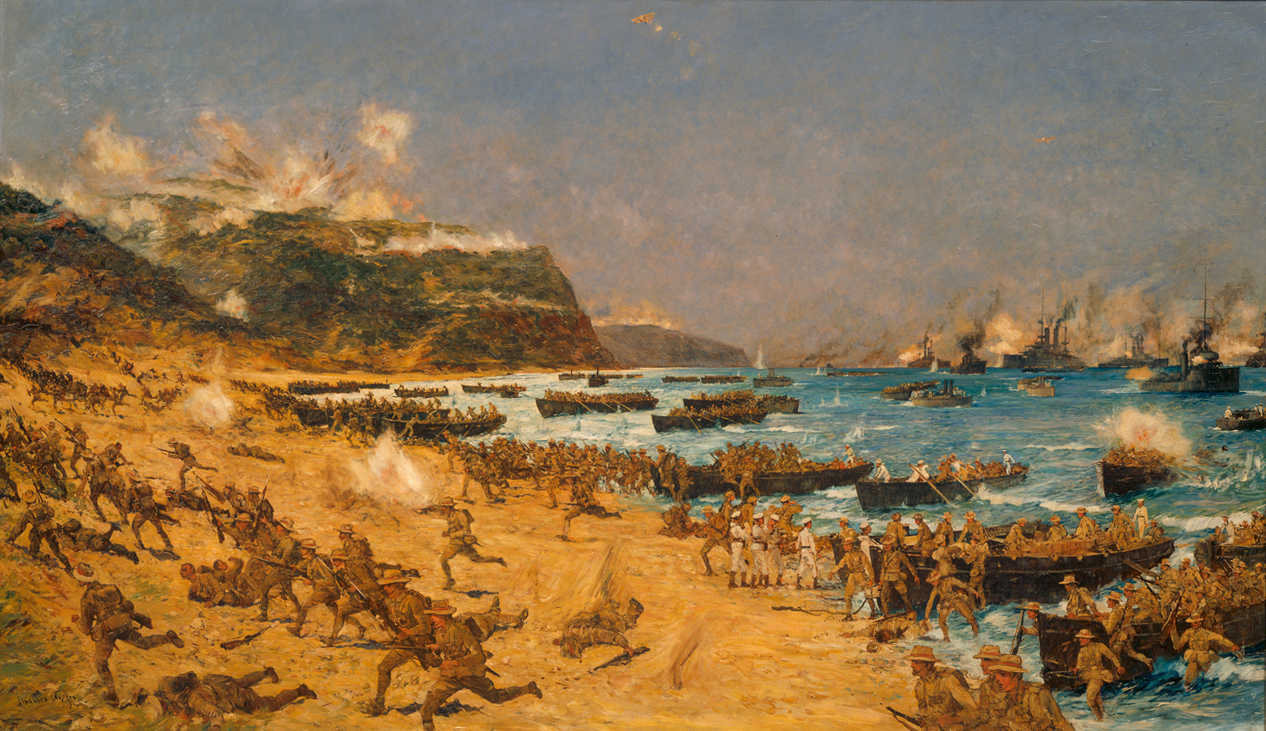
الإنزال في جاليبولي، أبريل 1915

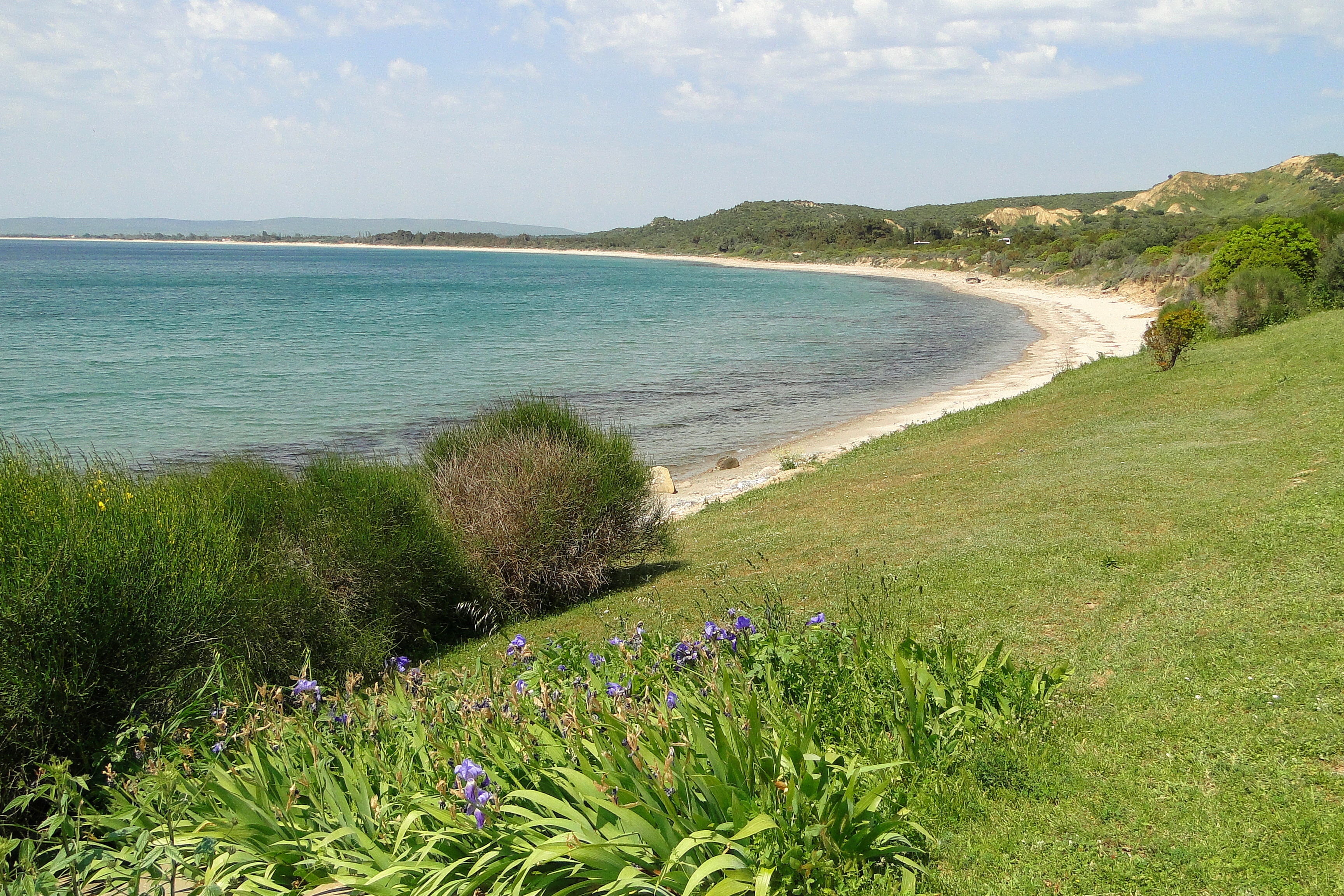
خليج الأنزاك

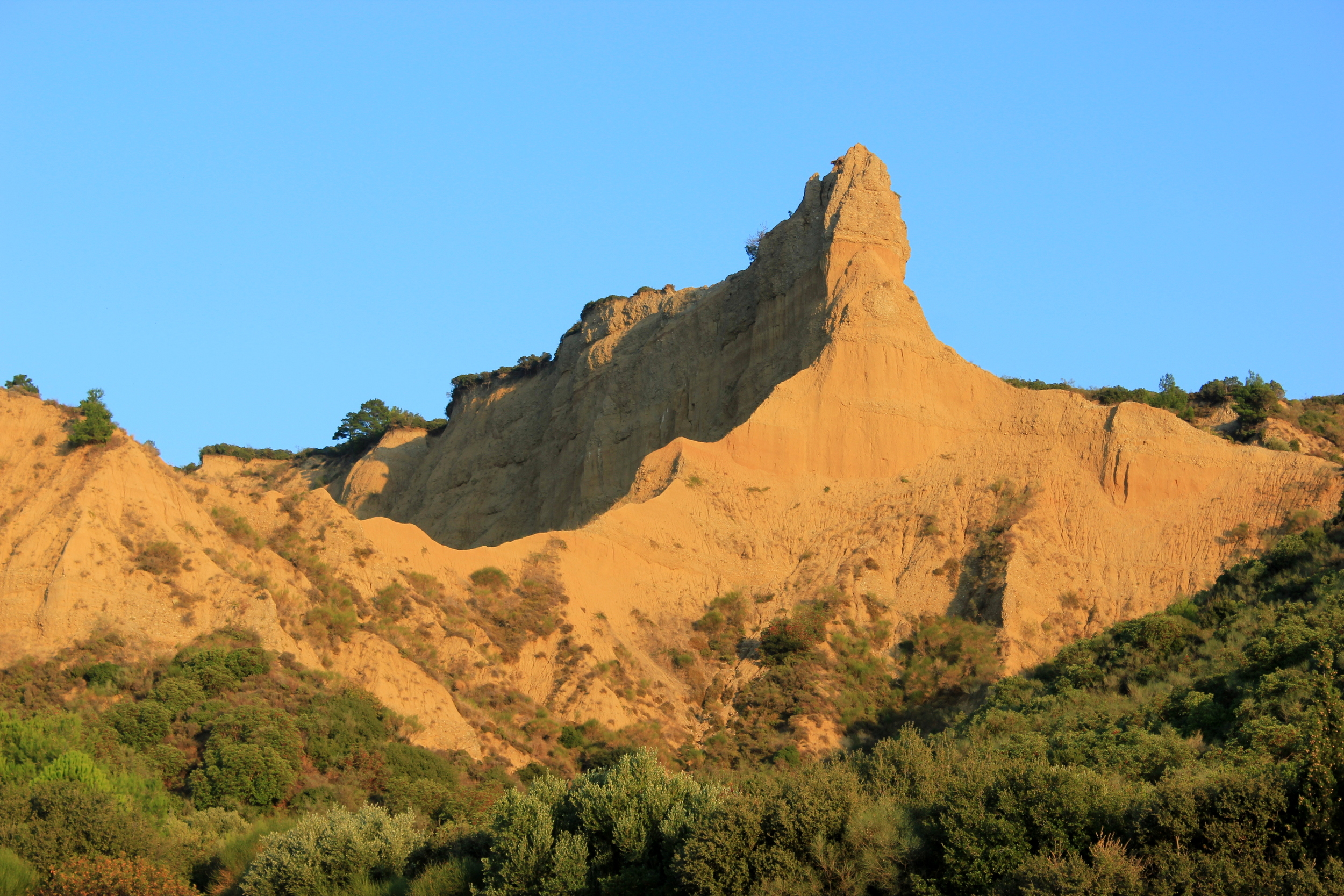
صخرة أبو الهول المطلة على خليج الأنزاك

في 1915 أرسل الحلفاء قوة غزو كبيرة من القوات البريطانية والهندية والأسترالية والنيوزيلندية والفرنسية والكندية (من نيوفاوندلاند) في محاولة لفتح المضيق. خلال حملة جاليبولي، حاصرت القوات التركية الحلفاء على سواحل شبه جزيرة جاليبولي. ألحقت الحملة ضرراً بمسيرة ونستون تشرشل المهنية، الذي كان آنذاك الوزير الأول للبحرية (في منصبه 1911-1915)، الذي شجع بشغف الاستخدام الفاشل للقوة البحرية للبحرية الملكية لفرض فتح المضيق. وقد خدم مصطفى كمال أتاتورك، مؤسس جمهورية تركيا فيما بعد، كقائد للعثمانيين خلال الحملة البرية.
قام الأتراك بتلغيم المضائق لمنع سفن الحلفاء من اختراقها، لكن من ضمن الأحداث الصغيرة، نجحت غواصتان، واحدة بريطانية والأخرى أسترالية، في اختراق حقول الألغام. أغرقت الغواصة البريطانية سفينة حربية تركية عتيقة من بوارج ما قبل المدرعات قبالة القرن الذهبي في اسطنبول. فشلت قوة تجريدة البحر المتوسط بقيادة السير إيان هاملتون في محاولتها الاستيلاء على شبه جزيرة جاليبولي وأمر مجلس الوزراء البريطاني بانسحابها في ديسمبر 1915، بعد ثمانية أشهر من القتال. شمل إجمالي قتلى الحلفاء 43.000 بريطاني، 15.000 فرنسي، 8.700 أسترالي، 2.700 نيوزيلندي، 1.370 هندي و49 من نيوفوندلاند. بينما بلغ إجمالي القتلى الأتراك حوالي 60 ألف.
بعد الحرب، نزعت معاهدة سيفر 1920 السلاح من المضيق وجعلته منطقة دولية تحت سيطرة عصبة الأمم. فُككت الأراضي التركية غير العرقية للإمبراطورية العثمانية وقُسمّت بين دول الحلفاء وقُيدت السلطة التركية على المضائق.

### عصر الجمهورية التركية والعصر الحديث (1923 إلى الوقت الحاضر)
بعد تفكك الإمبراطورية العثمانية بعد حملة طويلة من قبل الأتراك كجزء من حرب الاستقلال التركية ضد كل من قوات الحلفاء والبلاط العثماني، تأسست جمهورية تركيا في 1923 بموجب معاهدة لوزان، التي كونت معظم أراضي تركيا ذات السيادة الحديثة وأعادت المضائق إلى الأراضي التركية، بشرط بقاء تركيا منزوعة السلاح والسماح لجميع السفن الحربية الأجنبية وسفن الشحن التجاري بعبور المضيق بحرية.
كجزء من استراتيجيتها للأمن القومي، رفضت تركيا في نهاية المطاف شروط المعاهدة وأعادت بعد ذلك تسليح منطقة المضيق خلال العقد التالي. بعد مفاوضات دبلوماسية مكثفة، أضيف الطابع الرسمي على العودة بموجب اتفاقية مونترو بشأن نظام المضائق التركية في 20 يوليو 1936. لا تزال هذه الاتفاقية، سارية المفعول إلى اليوم والتي تعتبر المضائق ممر ملاحي دولي بينما تسمح لتركيا بالاحتفاظ بحقها في تقييد الحركة البحرية للدول غير المطلة على البحر الأسود.
خلال الحرب العالمية الثانية، حتى فبراير 1945، عندما كانت تركيا على الحياد أغلب فترة الصراع، أُغلق الدردنيل أمام سفن الدول المتحاربة. أعلنت تركيا الحرب على ألمانيا في فبراير 1945، لكنها لم تستخدم أي قوات هجومية خلال الحرب.
في يوليو 1946، أرسل الاتحاد السوفيتي مذكرة إلى تركيا يقترح فيها نظاماً جديداً للدردنيل يستبعد جميع الدول باستثناء دول البحر الأسود. وكان الاقتراح الثاني هو وضع المضائق تحت الدفاع التركي السوفياتي المشترك. وهذا يعني أن تركيا والاتحاد السوفيتي وبلغاريا ورومانيا ستكون الدول الوحيدة التي لها منفذ على البحر الأسود عبر مضيق الدردنيل. لكن الحكومة التركية، بضغط من الولايات المتحدة، رفضت هذه المقترحات.
انضمت تركيا إلى حلف شمال الأطلنطي في 1952، وبالتالي منحت مضيقها أهمية إستراتيجية أكبر كممر مائي تجاري وعسكري.
في السنوات الأخيرة،[متى؟] أصبحت المضائق التركية ذات أهمية خاصة لصناعة النفط. حيث يصدر النفط الروسي، من موانئ مثل نوفوروسيسك، بواسطة ناقلات في المقام الأول إلى أوروبا الغربية والولايات المتحدة عبر مضيق البوسفور ومضيق الدردنيل.

## المعابر

### بحراً
تعبر العديد من عبّارات الركاب والسيارات مياه الدردنيل يومياً، بالإضافة إلى مراكب الترفيه والصيد التي تتراوح بين الزوارق إلى اليخوت المملوكة لهيئات عامة وخاصة.
كذلك يجتاز المضيق قدراً كبيراً من سفن البضائع والناقلات لحركة الشحن التجاري الدولي.

### براً
لم يكن هناك معابرًا للسيارات عبر المضيق، ولذلك درست الحكومة إنشاء جسر معلق من ساريتشاي (منطقة تابعة لمحافظة جناق قلعة) على الجانب الآسيوي، إلى كيليت بحر على الجانب الأوروبي، في أضيق جزء من المضيق كجزء من التوسعات المخططة لشبكة الطرق السريعة الوطنية التركية. وفي مارس 2017، بدأ بناء جسر جنق قلعة 1915 بين مدينتي كليبولي ولابسكي، والذي افتتحه الرئيس رجب طيب أردوغان في 18 مارس 2022.

### تحت سطح البحر
ينقل نظامان للكابلات البحرية طاقة كهربائية بجهد 400 ك.ف عبر جسر الدردنيل لتغذية غرب وشرق إسطنبول. ولهما محطتي هبوط خاصة بهما في لابسكي وسوتلوجي. يقع الأول في الجزء الشمالي الشرقي من المضيق وقد بدأ عمله في أبريل 2015 موصلاً 2 جيجاوات عبر 6 مراحل 400 كيلو فولت تيار متردد 3.9 كم بعيداً عبر البحر. أما الثاني، فيقع في منتصف المضيق إلى حد ما وكان لا يزال قيد الإنشاء في يونيو 2016 ولديه نفس البيانات تماماً.
يعبر كلا خطي الطاقة تحت سطح البحر 4 خطوط بيانات من الألياف الضوئية وضعت مسبقاً على طول المضيق. تُظهر خريطة منشورة خطوط الاتصال المسماة ميدناوتيلوس، تخرج من إسطنبول إلى البحر المتوسط وتصل إلى أثينا وصقلية وأماكن أخرى.

## معرض الصور

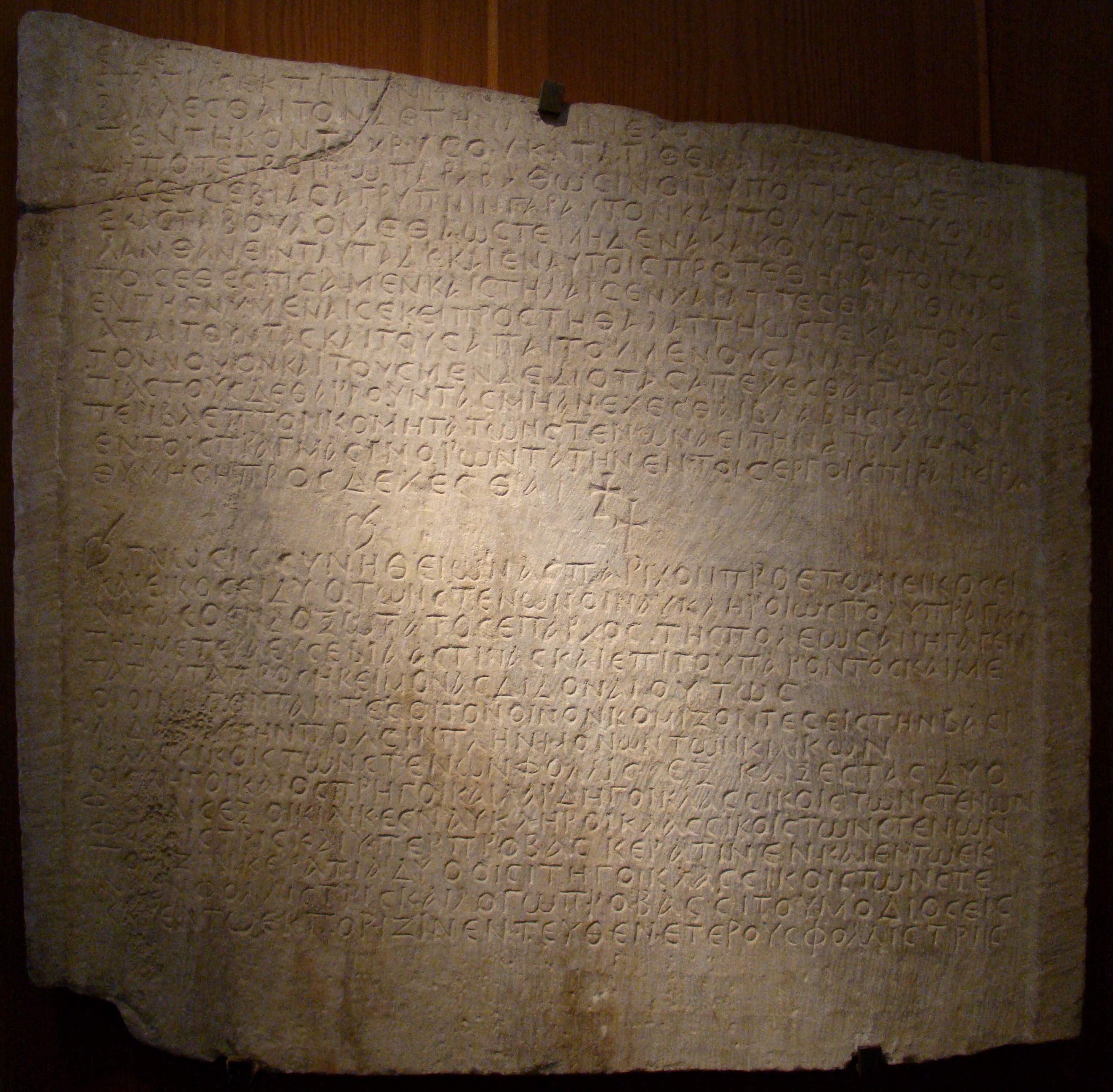
لوحة رخامية تعرض قانوناً بيزنطياً من القرن السادس الميلادي ينظم دفع الجمارك في الدردنيل.
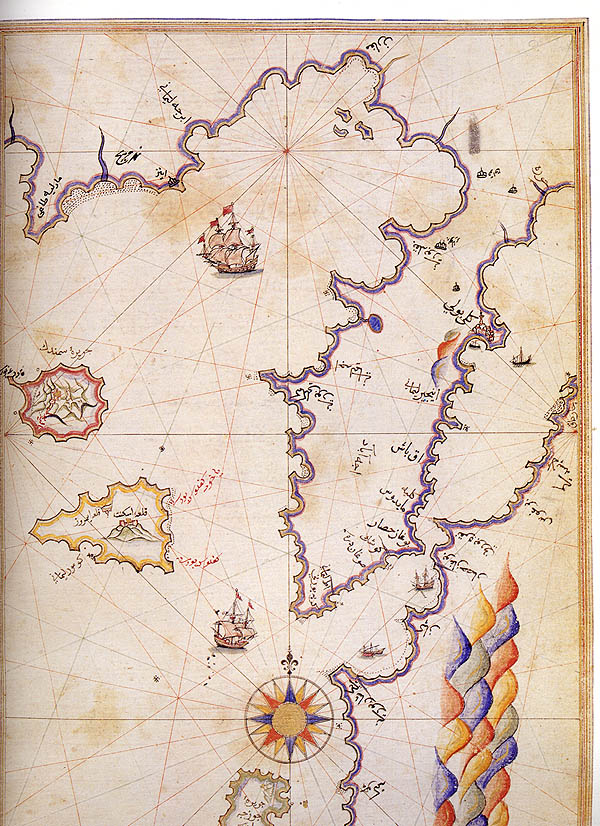
خريطة تاريخية لمضيق الدردنيل رسمها بيري رئيس.
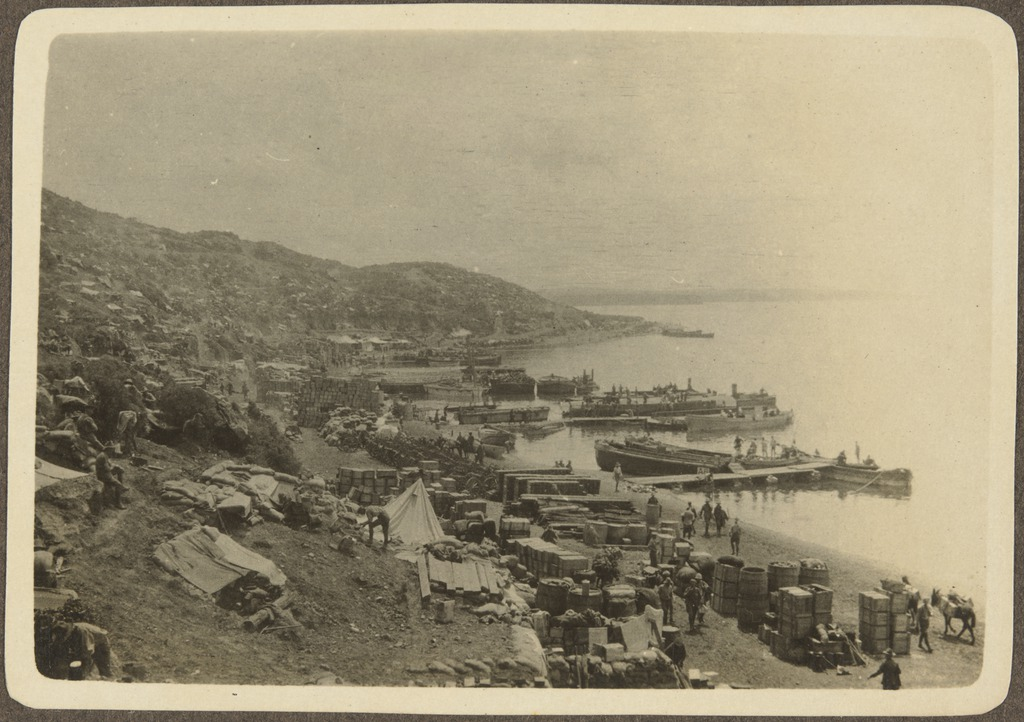
قوات الأنزاك في جاليبولي في 1915.
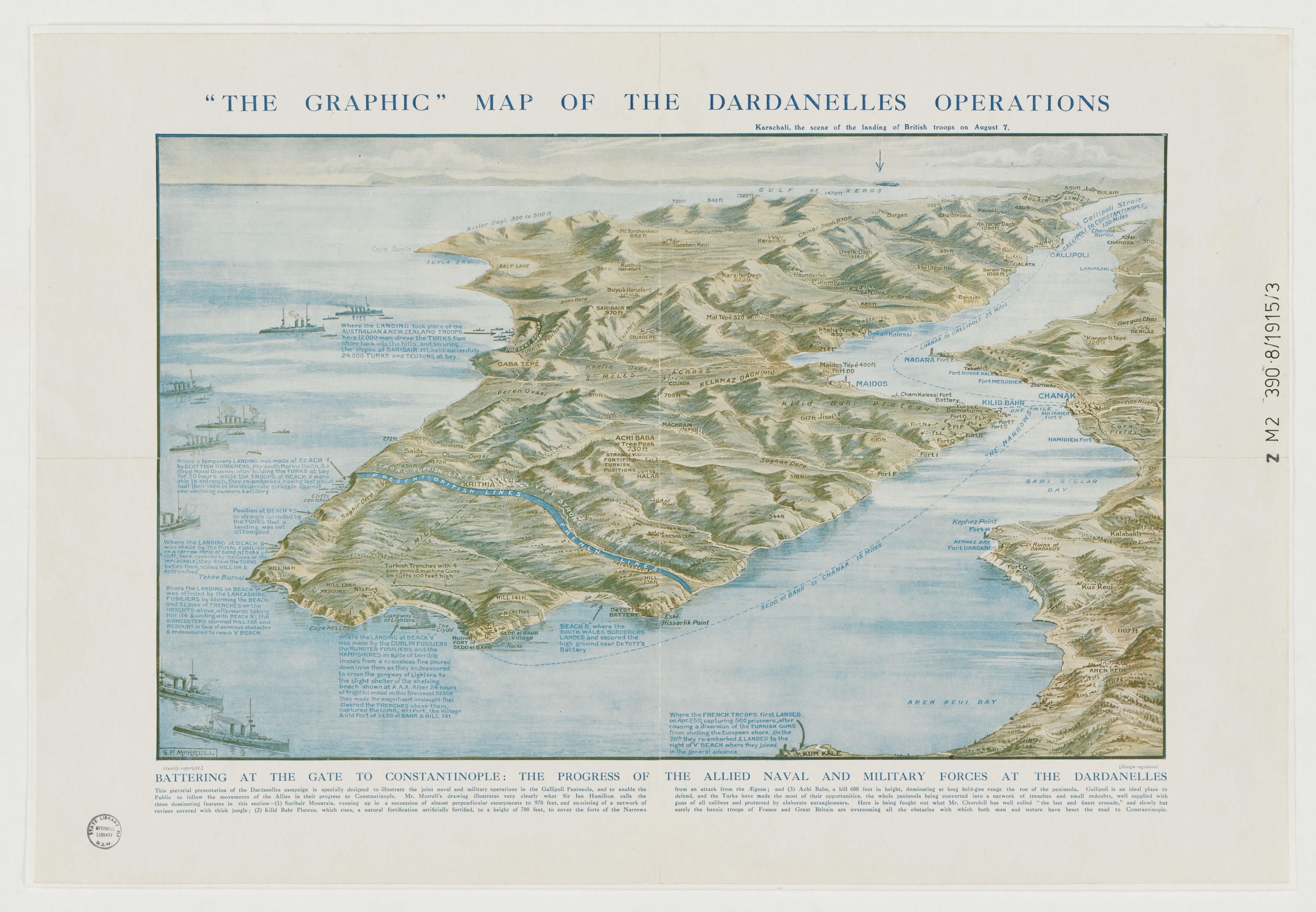
خريطة الدردنيل كما رسمها جي.إف. موريل، 1915 ، تُظهر شبه جزيرة جاليبولي والساحل الغربي لتركيا، بالإضافة إلى موقع قوات الخطوط الأمامية وعمليات الإنزال خلال حملة جاليبولي.
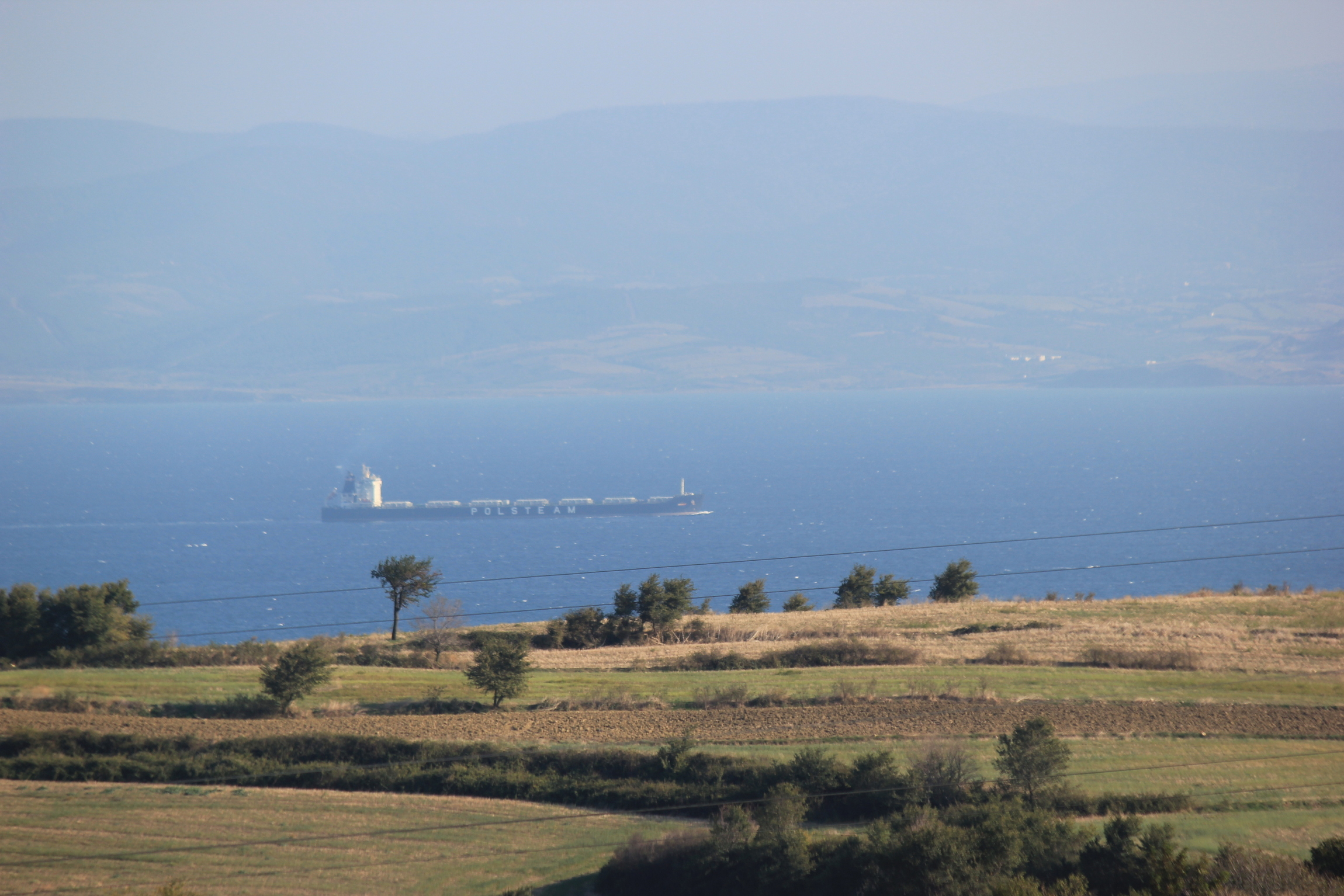
منظر لمضيق الدردنيل من شبه جزيرة جاليبولي.
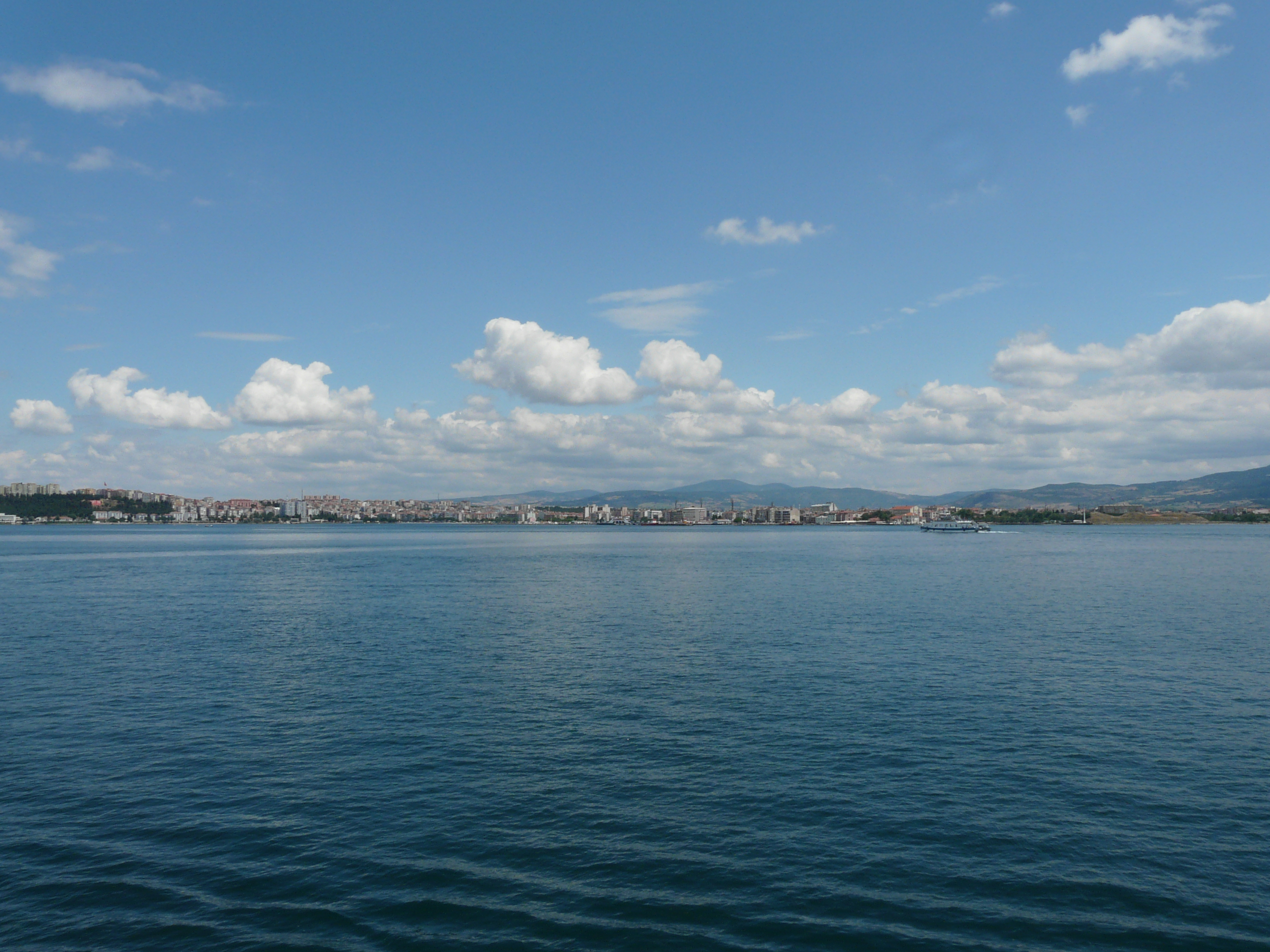
منظر جناق قلعة من الدردنيل.
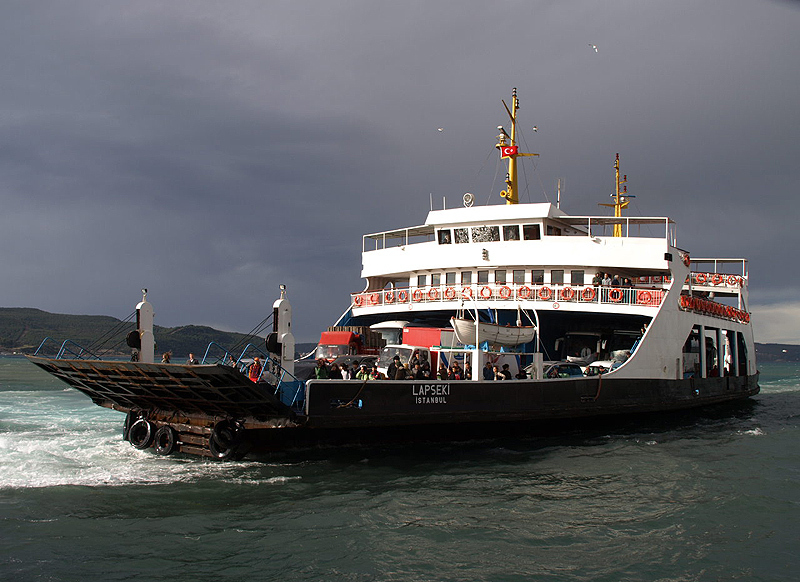
خط العبارة عبر مضيق الدردنيل في جناق قلعة.
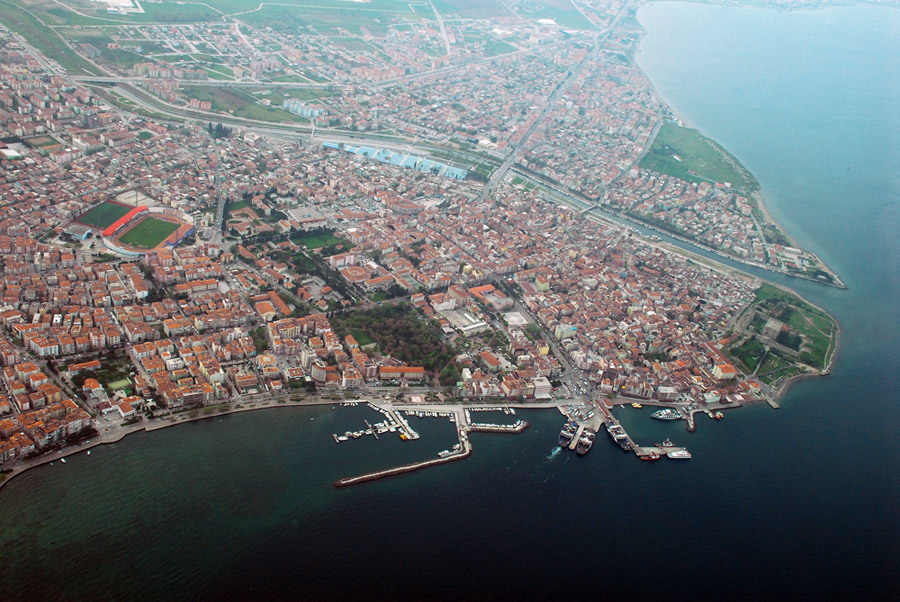
منظر جوي لمدينة جناق قلعة.

## وصلات خارجية
- Pictures of the city of Çanakkale
- Canakkale Onsekiz Mart University
- Map of Hellespont
- Livius.org: Hellespont
- Monuments and memorials of the Gallipoli campaign along the Dardanelles
- izmir escort